# Jean Brucy
Pour les articles homonymes, voir Brucy.
Pas d'image ? Cliquez ici
Jean Brucy est un pilote et copilote français de rallye-raid né le 4 septembre 1962 à Montargis (Centre-Val de Loire). 

## Biographie
Jean Brucy originaire de Montargis dans le Centre-Val de Loire, est marié et a deux enfants, dont Arnold qui se place 2e du classement général de l'Enduro Cup avec la victoire de la 5e étape au Rallye-raid du Maroc 2015.
Affecté à la suite de la chute mortelle de son coéquipier KTM l'italien Fabrizio Meoni sur le Dakar 2005, ça sera sa dernière participation en catégorie moto.
Entre 2009 et 2013, l'Amillois dirige une petite entreprise à Agadir, il emmène avec d'autres motards, les touristes en groupe composés d’une dizaine de personnes dans le désert marocain.

## Palmarès

### Résultats au Paris-Dakar
| Année | Catégorie  | Constructeur        | Position          | Victoires d'étape | Pilote               |                  |
| ----- | ---------- | ------------------- | ----------------- | ----------------- | -------------------- | ---------------- |
| 1989  | Moto       | Honda               | 24e               | -                 |                      |                  |
| 1992  | Moto       | Honda               | 17e               | -                 |                      |                  |
| 1993  | Moto       | Honda               | Abd.              | 1                 |                      |                  |
| 1994  | Moto       | Honda               | 20e               | -                 |                      |                  |
| 1995  | Moto       | Honda               | 5e                | -                 |                      |                  |
| 1997  | Moto       | KTM                 | 7e                | 1                 |                      |                  |
| 1998  | Moto       | BMW                 | 35e               | -                 |                      |                  |
| 1999  | Moto       | BMW                 | 20e               | -                 |                      |                  |
| 2000  | Moto       | BMW                 | 4e                | -                 |                      |                  |
| 2001  | Moto       | KTM                 | 9e                | -                 |                      |                  |
| 2002  | Moto       | KTM                 | Abd.              | -                 |                      |                  |
| 2003  | Moto       | KTM                 | 4e                | -                 |                      |                  |
| 2004  | Moto       | KTM                 | Abd.              | -                 |                      |                  |
| 2005  | Moto       | KTM                 | 10e               | -                 |                      |                  |
| 2010  | Auto       | Nissan Navara       | 30e               | -                 | Frédéric Chavigny    |                  |
| 2011  | Auto       | Buggy MD            | Abd.              | -                 | Jean-Luc Blanchemain |                  |
| 2012  | Auto       | Proto Atacama       | Abd. (8éme étape) | -                 | Frédéric Chavigny    |                  |
| 2013  | Auto       | Chevrolet Silverado | 22e               | -                 | Éric Vigouroux       |                  |
| 2014  | Auto       | Ouvreur du Dakar    | Ouvreur du Dakar  | Ouvreur du Dakar  | Ouvreur du Dakar     | Ouvreur du Dakar |
| 2015  | Auto       | Optimus MD3         | 15e               | -                 | Pierre Lachaume      |                  |
| 2019  | Auto       | Peugeot             | Abd.              | -                 | Jean-Pascal Besson   |                  |
| 2020  | Auto       | Buggy LCR           | 18e               | -                 | Jean-Rémy Bergounhe  |                  |
| 2021  | SSV        | PH-Sport Zephyr     | 21e               | -                 | Jean-Rémy Bergounhe  |                  |
| 2022  | Challenger | PH-Sport Zephyr     | 21e               | -                 | Jean-Luc Pisson      |                  |
| 2023  | SSV        | Can-Am              | 20e               | -                 | Christophe Cresp     |                  |
| 2024  | Challenger | MMP                 | 14e               | -                 | Christophe Cresp     |                  |
| 2025  | Challenger | MMP                 | 8e                | -                 | Christophe Cresp     |                  |

### Autres
catégorie motos
- Rallye d'Orient 2004 : vainqueur en KTM 690[1]
- Rallye de Mongolie 2007 : 3e en BMW 650X[1]

catégorie autos
- Rallye des Pharaons 2009 : 9e en tant que copilote de Carlo de Gavardo[1]
- Rallye des Pharaons 2010 : 10e en tant que copilote de Carlo de Gavardo[1]
- Rallye de Tunisie 2015 : vainqueur en tant que copilote de Philippe Pinchedez
- Africa Eco Race 2016 : 8e en tant que copilote de Jérémie Choiseau
- Africa Eco Race 2017 : 8e en tant que copilote de Rémi Vautier
- Rallye de la Route de la Soie 2019 : 9e en tant que copilote de Jean-Rémy Berghoune
- Rallye d'Andalousie 2021 : 2e en tant que copilote de Jean-Olivier Albaret (catégorie autos open)